# Primera dominació xinesa del Vietnam
La primera dominació xinesa (111 aC - 40 dC) és el primer dels quatre períodes de la història del Vietnam en què el país va ser conquerit per Xina. Els primers d'aquests tres períodes van tenir lloc de forma gairebé continuada i se'ls coneix conjuntament com el Bắc thuộc ("Dominació del nord").
La Dinastia Han de la Xina va voler annexionar-se Vietnam per estendre el seu control al fèrtil delta del riu Roig, que també era un punt comercial estratègic en el tràfic marítim entre Xina i la Indoxina i l'Índia.
La dominació xinesa va estar marcada per un fort procés de sinització del Vietnam, que comportà la pèrdua de gran part de la cultura pròpia i la introducció d'elements xinesos com el budisme, el taoisme o el confuncianisme que avui són parts integrals del pensament vietnamita modern.

## Conquesta
En el marc de l'expansió cap al sud de l'Imperi Han, la tardor de l'any 112 aC l'emperador xinès Wu posar un exèrcit de cent mil soldats sota les ordres dels generals Lu Pote i Yang Pu per conquerir el regne de Nanyue (que incloïa l'actual Vietnam del Nord i les províncies xineses de Guangdong i Guangxi). El 111 aC van arribar a la capital Panyu (actual Guangzhou) i van vèncer els hereus de Zhao Tuo, deixant el regne sota domini xinès.

## Administració
L'antic regne va ser incorporat a l'imperi Han d'acord amb l'estructura administrativa xinesa, dividint-lo en nou comandàncies:

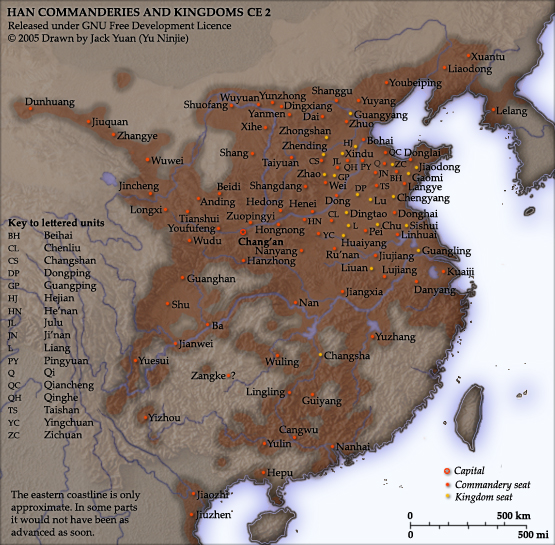
Els regnes i comandàncies Han l'any 2 dC.

- Nanhai (南海; vietnamita: Nam Hải): situada a Lingnan, a la zona central de l'actual província xinesa de Guangdong.
- Hepu (合浦; vietnamita: Hợp Phố): situada a Lingnan, a l'actual sud de Guangxi).
- Cangwu (蒼梧; vietnamita: Thương Ngô): situada a Lingnan, a l'actual est de Guangxi.
- Yulin (郁林/鬱林; vietnamita: Uất Lâm) situada a Lignan, entorn l'actual Guilin, al nord-est de Guangxi.
- Zhuya (珠崖; vietnamita: Châu Nhai): situada a l'illa de Hainan.
- Dan'er (儋耳; vietnamita: Đạm Nhĩ): situada a l'illa de Hainan.
- Jiaozhi (交趾; vietnamita: Giao Chỉ): situada al nord del Vietnam i al sud de Guangxi.
- Jiuzhen (九真; vietnamita: Cửu Chân): situada al Vietnam central.
- Rinan (日南; vietnamita: Nhật Nam): situada al Vietnam central.

Les nou comandàncies eren governades des de Long Biên (Longbian), prop de l'actual Hanoi, sota la direcció d'oficials mandarins. Els Han van establir impostos alts, i van imposar la cultura xinesa incloent les institucions, sistema educatiu, la llengua, l'art, l'arquitectura o la religió. La noblesa local va ser substituïda per administradors xinesos, i grans extensions de cultiu van ser convertides als mètodes d'agricultura de la Xina, traslladant-hi un gran nombre camperols xinesos per treballar-ho.
Aquest procés de sinització no va ser fàcil, i comptava amb l'oposició de molts vietnamites. La cultura pròpia i la identitat nacional van quedar molt afectades, i es va perdre el seu alfabet i gran part del seu llenguatge.

## Revolta Trung
L'any 39 dC va esclatar una revolta oposant-se al domini Han, liderada per les Germanes Trung. El marit d'una de les germanes havia estat executat per ordres del governador de Jiaozhi, i la vídua i la seva germana van emprendre una revolta armada que va aconseguir posar fi al primer període de dominació xinesa al Vietnam. Van ser coronades reines l'any 40, rebatejant el país amb el nom de Lĩnh Nam. Tanmateix, el seu regnat seria breu, i tres anys més tard els Han reconqueririen el país iniciant la segona dominació xinesa del Vietnam, que duraria cinc segles més.